# NGC 4373
NGC 4373 (другие обозначения — ESO 322-6, MCG -6-27-25, AM 1222-392, DCL 38, PGC 40498) — галактика в созвездии Центавр.
Этот объект входит в число перечисленных в оригинальной редакции «Нового общего каталога».
В галактике имеется флуктуация поверхностной яркости.